# Communauté de communes des Albères
Die Communauté de communes des Albères war ein französischer Gemeindeverband (Communauté de communes) im Département Pyrénées-Orientales der Region Languedoc-Roussillon. Er wurde am 29. Dezember 1995 gegründet.
Am 1. Januar 2007 fusionierte die Communauté de communes des Albères mit der benachbarten Communauté de communes de la Côte Vermeille zur neuen Communauté de communes des Albères et de la Côte Vermeille.

## Mitglieder
1. Argelès-sur-Mer
2. Laroque-des-Albères
3. Montesquieu-des-Albères
4. Palau-del-Vidre
5. Saint-André
6. Saint-Génis-des-Fontaines
7. Sorède
8. Villelongue-dels-Monts

## Quelle
- Le SPLAF - (Website zur Bevölkerung und Verwaltungsgrenzen in Frankreich (frz.))